# Komplett-Media
Komplett-Media GmbH, 1982 gegründet, ist ein unabhängiger, deutscher Verlag mit Sitz im Münchner Stadtteil Giesing. 
Der Verlag produziert, verlegt und vertreibt Filmdokumentationen auf DVD und Blu-Ray, Hörbücher und Bücher. Die Themenschwerpunkte liegen im populärwissenschaftlichen Bereich, auf Reisen und Wissen. Gründer und geschäftsführender Gesellschafter des Verlages ist Herbert Lenz. Der Verlag publiziert seine Werke unter dem Imprint „der-wissens-verlag“.

## Film-Programm
Die Reisefilm-Reihe „welt weit“ zählt 156 Titel über Länder, Weltstädte und Inseln auf DVD (Länge je 60 Minuten) und die Reihe „Golden Globe“ zählt 114 DVD-Titel über Länder, Weltstädte und Inseln auf DVD (Länge je 90 Minuten). 72 Titel der GOLDEN GLOBE Reihe sind auch auf Blu-Ray (Länge je 90 Minuten) erhältlich.  Die Reihe „Wissen auf Video“ zählt 500 DVD-Titel zu den Themen alte und neue Geschichte, Universum, Natur, Tiere, der Mensch, Philosophie, Religion und Dokumentationen.
- Die Reihe „Junior“ zählt 58 DVD-Titel für Kinder und Jugendliche.
- Die Reihe „Eisenbahnen“ zählt 12 DVD-Titel für Eisenbahn-Freunde.
- Die Reihe „Kunst“ zählt 34 DVD-Titel über Kunst und Malkurse.
- Die Reihe „uni auditorium“ zählt 159 DVD-Titel von Vorlesungen renommierter Uni-Professoren.

## Hörbuch-Programm
Im Hörbuch-Programm liegen 264 Titel auf CD vor. Die Themen umfassen die Bereiche Philosophie, alte und neue Geschichte, Wissenschaft, Astrophysik, Dokumentationen, unterhaltsame Literatur und Kinderthemen. Aus der Reihe „uni auditorium“ liegen 150 Titel als Hörbücher vor: Vorlesungen von Professoren aus den Fachbereichen Astrophysik, Physik, Wissenschaft, Religion, Neurowissenschaft, Philosophie, alte und neue Geschichte, Literatur, Politik, Recht und Medien.

## Buch-Programm
Das Buch-Programm umfasst knapp 50 Titel. Alle Bücher stehen auch als E-Book zur Verfügung. Dazu gehören:
- 10 Hardcover-Titel zu den Themen Philosophie, Astrophysik und Wissenschaft.
- 23 Taschenbücher aus der Reihe „Road University“ mit den Themen der alten und neuen Geschichte.
- 14 Taschenbücher der Reihe „uni auditorium“ zu den Themen Astrophysik, alte und neue Geschichte und Philosophie.

## Autoren
Bekannte Autoren, deren Werke bei Komplett-Media veröffentlicht wurden, sind u. a.: Gian Domenico Borasio, Michael Bordt, Ernst Peter Fischer, Hans Küng, Harald Lesch, Illobrand von Ludwiger, Julian Nida-Rümelin, Hanns Ruder, Thomas Schwartz, Ulrich Walter.